# Пятна Вишневского
Пя́тна Вишне́вского в судебной медицине — один из признаков смерти человека от общего переохлаждения организма, который может быть обнаружен во время вскрытия тела. Он был описан в марте 1895 года уездным врачом из Чебоксар Семёном Матвеевичем Вишневским и получил название в его честь. По своей природе пятна Вишневского представляют собой мелкие поверхностные кровоизлияния в слизистую желудка, которые выглядят как отдельные пятна или россыпь пятен овальной и округлой формы красно-бурого, а также тёмно-коричневого оттенков. Обычно они локализуются в самом верхнем слое складок слизистой оболочки, иногда располагаясь в виде цепочек; их размеры могут достигать 0,5 × 0,5 см.

## Общее описание
Пятна Вишневского встречаются у 75—90 % умерших из-за холода за исключением специфических случаев стремительного охлаждения организма, например, находящегося в холодной воде. Они относятся к макроскопическим признакам смерти от переохлаждения наряду с такими её последствиями как точечные кровоизлияния в слизистой оболочке лоханок почек (признак Фабрикантова), более светлая окраска крови в левой половине сердца и лёгких по сравнению с их правой половиной (признак Десятова), переполнение кровью и свёртками фибрина левой половины сердца, аорты и артерий, светло-красный цвет лёгочных тканей и пёстрый рисунок селезёнки. Их не бывает у грудных детей и лиц с некоторыми заболеваниями желудочно-кишечного тракта, например — с атрофическим гастритом.
После начала охлаждения пятна Вишневского проявляются примерно через один-два часа, а их основная масса становится заметна по истечении шести-восьми часов. Пятна Вишневского хорошо сохраняются после смерти и их можно обнаружить после эксгумации тела спустя шесть-девять месяцев после захоронения. При быстром наступлении смерти они имеют тёмно-красный цвет, так как из-за недостаточного действия желудочной кислоты гемоглобин не успевает превратиться в гематин. Если пятна имеют коричневый оттенок, то это говорит о продолжительном умирании. Кроме этого, коричневый цвет пятен чаще встречается в пустых желудках и у трезвых людей. Под влиянием пищи и алкоголя в желудке возникают кровоизлияния, и пятна Вишневского приобретают тёмно-красный оттенок. В отдельных случаях пятна Вишневского встречаются при затяжной агонии организма во время смерти, не связанной с общим переохлаждением.
Судебное изучение этого признака проводится следующим образом: желудок умершего извлекается вместе с двенадцатиперстной кишкой, вскрывается вдоль максимальной кривизны, его содержимое удаляется и исследуется. Слизистая оболочка промывается водой, на ней фиксируются складки и их выраженность, а также собственно пятна Вишневского.
Как правило, своим внешним обликом пятна Вишневского похожи на крупицы чайной заварки, налипшие на слизистую оболочку и окружённые светлыми поясками. Цвет пятен может быть коричневым, бурым и тёмно-красным; их можно легко снять проведя по слизистой любым предметом. Гистологический анализ их структуры показывает, что они представляют собой или только точечные инфаркты без кровоизлияний или кровоизлияния без выраженного некроза. Наиболее часто наблюдаются некротические случаи, когда очаг некроза пропитывается кровью или импрегнированным кровяным пигментом.

## История открытия
Открытие пятен Вишневского состоялось благодаря череде случайностей. В 1886 году практикующий врач С. М. Вишневский из города Чебоксары (Казанская губерния) проводил посмертную экспертизу тела крестьянина, который, как представлялось, скончался из-за переохлаждения. Однако, вскрытие трупа показало наличие на слизистой желудка около 30 странных тёмных пятен размером от пшеничного зерна до горошины. Сама слизистая была покрыта складками и утолщена. Скрупулёзное исследование пятен выявило, что их можно было легко снять хирургическим скальпелем, они имели круглую и овальную выпуклую форму, немного выдаваясь вперёд над слизистой. У врача, который ни разу в своей практике не видел ничего подобного, возникли смутные подозрения об отравлении. Он поделился этой версией с местным становым приставом, но все данные следствия говорили о банальной гибели несчастного из-за замерзания.
Вишневский подписал заключение о смерти из-за холода, но подозрения об отравлении не покидали его. Осознание допущенной натяжки заставило его погрузиться в изучение соответствующей литературы. Но исчерпывающих данных о кровоизлияниях в желудке он обнаружить там не смог. Тем не менее, продолжая исследовать тела погибших от мороза людей, он всякий раз встречал признаки кровоизлияния в желудке. Когда у него набралось 11 случаев, он начал придавать этому явлению диагностическое значение. К 1889 году этих случаев стало 13, и Вишневский переслал два желудка пострадавших на кафедру патологической анатомии Казанского университета своему бывшему другу профессору Любимову. Однако ответа получено не было, и в 1891 году Вишневский направил для гистологического анализа ещё два образца. Не получив отклика и на этот раз, он лично отвёз Любимову желудок, однако это открытие не вызвало у профессора какого-либо интереса.
Тогда, имея на руках солидную выборку из 44 случаев смерти от переохлаждения, Вишневский самостоятельно подготовил публикацию к печати. Его работа вышла в марте 1895 года в журнале «Вестник
общественной гигиены, судебной и практической медицины» под названием «Новый признак смерти от замерзания». В этой публикации Вишневский обратил внимание, что геморрагии в желудке наблюдались в 40 случаях из 44, и просил судебных медиков проверить его результаты. Четыре остальных случая выбивались из общего ряда, так как в одном труп подвергся сильному гниению, в двух других наблюдалось серьёзное алкогольное отравление, а в последнем пострадавшему человеку был поставлен диагноз крупозной пневмонии.
В целом Вишневским было произведено не менее 900 вскрытий, и, опираясь на этот опыт, он считал, что симптом кровоизлияний носит патогномоничный характер, так как они проявляются только при гибели от переохлаждения. Как было установлено, если воздействию холода подвергался уже умерший человек, то пятен не образуется. Среди сопутствующих признаков смерти от холода Вишневский выделил светло-красные трупные пятна, «гусиную кожу», сильное трупное окоченение, светло-красную кровь во внутренних органах, ярко выраженную гиперемию головного мозга и его оболочек.
Предложенное Вишневским объяснение этого явления вызывало сомнения даже у него самого. По его мнению, холод, воздействуя на внешние покровы тела человека, заставляет кровеносные сосуды сужаться, вызывая местную анемию. Это провоцирует нарушения циркуляции крови и её застой во внутренних органах, в частности — в венах желудка. В свою очередь застой крови ведёт к микроразрывам сосудистых оболочек и к возникновению геморрагических проявлений на слизистой. Эта гипотеза вызвала целый ряд вопросов у самого автора, например: «Почему именно один только желудок оказывается при этом таким чувствительным к этой реакции и почему не наблюдается таких же кровоизлияний в области самой печени, двенадцатиперстной кишки и в других органах?».
Собранные данные по умершим людям Вишневский дополнил экспериментами на животных. Они показали, что во время гибели от холода у слепых щенят и котят кровоизлияний не бывает, у полугодовой собаки они имеются в небольшом количестве, а у взрослых мышей и свиней они присутствуют всегда и повсеместно.
Свои научные выводы С. М. Вишневский резюмировал следующим образом. Во-первых, при смерти от переохлаждения на слизистой желудка всегда наблюдаются геморрагии, при этом в других органах их не бывает, а сама слизистая становится утолщённой и складчатой. Во-вторых, по кровоизлияниям на слизистой можно достоверно констатировать гибель от низкой температуры. В-третьих, если человек умер на холоде в нетрезвом состоянии и у него нет геморрагии в желудке, то это значит, что он умер от отравления алкоголем, а не из-за переохлаждения. Наступление смерти на холоде от ран и от асфиксии не вызывает кровоизлияний в желудке.
Публикация Вишневским своих результатов вызвала оживлённую научную дискуссию. Например, в 1898 году была издана реакция на работу Вишневского от другого уездного медика И. Никольского из города Тары. Никольский утверждал, что Вишневский скорее всего прав и диагностическое значение этого явления им подмечено правильно, однако возможно более развёрнутое объяснение деталей патогенеза. По его заключению, появление кровоизлияний на поверхности слизистой желудка легко объяснимо, если принять во внимание анатомические особенности его сосудистой системы, а именно — поверхностное расположение и нежность капилляров, которые предназначены для впитывания в организм полезных веществ из содержимого желудка.
В то же самое время ряд зарубежных публикаций не подтвердил наблюдений Вишневского и связал их с другими причинами. Точку в этом споре поставил в 1901 году знаменитый русский специалист по судебной медицине А. С. Игнатовский, который провёл серию экспериментов на мышах, кроликах и морских свинках. На основе полученных данных Игнатовский разработал теоретическое обоснование появления пятен Вишневского, связав их со спазмами желудочных вен. Впоследствии его объяснение вошло почти во все учебники по судебно-медицинской экспертизе.

## Патогенез явления
На сегодняшний день не существует единой и целостной теории патогенеза пятен Вишневского, которая могла бы целиком и полностью объяснить все наблюдаемые варианты их развития и морфологии. Вместе с тем очевидно, что патогенез пятен Вишневского связан с трофическими поражениями стенок желудка, которые сопровождаются нарушениями циркуляции крови. Кроме этого, определённое значение имеет появление поверхностных микроэрозий на слизистой из-за взаимодействия гемоглобина крови с соляной кислотой желудочного содержимого, в результате которого образуется солянокислый гематин. Иными словами, воздействие низкой температуры на центральную нервную систему человека угнетает трофические функции вегетативной нервной системы солнечного сплетения. Как следствие, возникает вазомоторное расстройство желудочно-кишечного тракта, сопровождаемое повышенной проницаемостью стенок желудочных сосудов, которая приводит к диапедезу эритроцитов крови и взаимодействию их с соляной кислотой желудка. Разрушаясь, эритроциты образуют солянокислый гематин, который придаёт пятнам Вишневского характерный бурый цвет.
Значительное внимание изучению пятен Вишневского было уделено в ряде российских публикаций конца XX века. Было установлено, что генезис пятен Вишневского предопределён гистоморфологической динамикой следующего вида:
1. Спастическая стадия во время которой наблюдается спазм артерий и артериол желудка.
2. Стадия пареза, во время которой заметно полнокровие посткапиллярных вен и венозного сплетения вместе с явлениями стаза крови на уровне собственной пластинки слизистой оболочки желудка.
3. Полнокровие венозного сплетения стенки желудка со стазом кровотока, паретическое расширение сосудов, разрывы субэпителиальных венозных сосудов и возникновение микрокровоизлияний.
4. Некротическая стадия, во время которой наблюдается некроз периферических сосудистых узлов и формирование конусовидных кровоизлияний с образованием собственно пятен Вишневского.
5. Во время последней стадии из-за вступления крови в контакт с содержимым желудка возникает солянокислый гематин.

Кроме этого, если человек выживает после переохлаждения организма, то регенерация организма в районе пятен Вишневского заканчиваются с образованием мелкоочагового склероза тканей. Последствия этого процесса нередко называют шестой и завершающей стадией.